# Zavet
Zavet (bulgariska: Завет, turkiska: Zavut) är en ort i regionen Razgrad i nordöstra Bulgarien. Orten är huvudort för kommunen med samma namn. Zavet hade 2 709 invånare (2018).